# استانگه
استانگه (به لاتین: Stange) یک شهرداری در نروژ است که در هدمارک واقع شده‌است.

## خصوصیات
استانگه ۷۲۴ کیلومترمربع مساحت و ۱۸٬۲۸۸ نفر جمعیت دارد.